# オレフ・シェライェフ
オレフ・ムィコラーヨヴィチ・シェライェフ（ウクライナ語:Олег Миколайович Шелаєв、ラテン文字:Oleh Mykolayovych Shelayev、1976年11月5日 - ）は、ウクライナ・ルハーンシク出身の元同国代表サッカー選手。現役時代のポジションはMF。

## 経歴

### クラブ
ウクライナのFCゾリャ・ルハーンシクのユースチームでキャリアをスタートさせ、1993年にトップチームに昇格。2009年、FCメタリスト・ハルキウに移籍した。

### 代表
ウクライナ代表として、2006 FIFAワールドカップに出場した。

## 所属クラブ
- FCゾリャ・ルハーンシク 1993-1996
- FCシャフタール・ドネツク 1996-2000

→ FCドニプロ 1999 (loan)
→ FCメタルルフ・ドネツィク 2000 (loan)
- FCドニプロ 2000-2008

→ FCクリフバス・クルィヴィーイ・リーフ 2009 (loan)
- FCメタリスト・ハルキウ 2009-2014

## 代表歴

### 出場大会
- ウクライナ代表
  - 2006 FIFAワールドカップ

### 試合数
- 国際Aマッチ 36試合 1得点（2004年-2007年）[1]

| ウクライナ代表 | 国際Aマッチ | 国際Aマッチ |
| 年             | 出場        | 得点        |
| -------------- | ----------- | ----------- |
| 2004           | 8           | 0           |
| 2005           | 6           | 0           |
| 2006           | 14          | 0           |
| 2007           | 8           | 1           |
| 通算           | 36          | 1           |